# Moianès
Moianès (pronuncia catalana: [muјəˈnɛs]) è una comarca della Catalogna istituita nel maggio 2015, in seguito all'approvazione in un referendum locale e dal Parlamento della Catalogna.
I suoi 10 comuni erano in precedenza all'interno delle comarche di Bages, Osona e del Vallès Oriental.
La costituzione della comarca era stata raccomandata nel 2000 nel "Rapporto sulla revisione del modello di organizzazione territoriale della Catalogna", commissionato dal governo catalano perché Moianès era considerata una "comarca naturale", in quanto racchiudeva una regione geografica distinta che comprendeva l'omonimo altopiano di Moianès.

## Comuni
| Comune               | Popolazione (2019) | Superficie km ? |
| -------------------- | ------------------ | --------------- |
| Calder               | 970                | 33,1            |
| Castellcir           | 752                | 34,2            |
| Castellterçol        | 2 463              | 31,9            |
| Colsuspina           | 342                | 15,1            |
| L'Estany             | 406                | 10,2            |
| Granera              | 69                 | 23,7            |
| Moià                 | 6 267              | 75,3            |
| Monistrol de Calders | 682                | 22,0            |
| Sant Quirze Safaja   | 627                | 26,2            |
| Santa Maria d'Oló    | 1 025              | 66,2            |